# Otto Brefin
Otto Brefin (* 31. Dezember 1894 oder 1899; † 22. Mai 1950 in Berlin) war ein Schweizer Bühnenschauspieler mit einigen wenigen Ausflügen zum reichsdeutschen Film.

## Leben und Wirken
Der Sohn eines Lehrers und Musikers erhielt wohl kurz nach Ende des Ersten Weltkriegs seine künstlerische Ausbildung in Leipzig bei Adolf Winds und gab 1919 seinen Einstand an den dortigen Städtischen Bühnen. Im Anschluss daran ging Brefin ans Bonner Stadttheater und danach an die Hamburger Kammerspiele. In Berlin eingetroffen, sah man Otto Brefin unter anderem an den Saltenburg-Bühnen, dem Preußischen Staatstheater und dem Deutschen Theater. Am Großen Schauspielhaus der Reichshauptstadt reüssierte der Basler Künstler vor allem mit dem Roller in Schillers Die Räuber. Sein Karrieredurchbruch erfolgte erst spät, nachdem ihn Otto Falckenberg an die Kammerspiele nach München verpflichtet hatte. Hier durfte Brefin auch Regie führen.
Bis zu dieser Zeit wirkte Otto Brefin auch mit kleinen Rollen in drei reichsdeutschen Filmen mit. Die zunehmenden Bombardements auf deutsche Ziele ließen Brefin 1943 vorübergehend in die Schweiz zurückkehren. Dort sah man ihn an Basler, Zürcher und Luzerner Spielstätten, und er inszenierte darüber hinaus auch das eine oder andere Theaterstück. Nach Kriegsende kehrte Brefin in das zerstörte Westdeutschland zurück und fand Arbeit an Stuttgarter, Münchner und Wuppertaler Spielstätten. An den Städtischen Bühnen der letztgenannten Stadt sah man ihn in der Uraufführung von Georg Kaisers Napoleon in New Orleans und als Siegfried im gleichnamigen Giraudoux-Stück. Darüber hinaus konnte er bis zuletzt auch weiterhin Stücke inszenieren, darunter Goethes Clavigo, Scribes Das Glas Wasser und Hauptmanns Die Ratten. Otto Brefin starb überraschend an den Folgen einer Lungenembolie.

## Filmografie
- 1939: Befreite Hände
- 1940: Das Fräulein von Barnhelm
- 1942: Die See ruft

Anmerkung: